# Milionerzy
Milionerzy (phát âm như mē-lē-ō-ne-zhi) là một game show của Ba Lan dựa trên định dạng ban đầu của Anh Who Wants to Be a Millionaire?. Mục đích chính của trò chơi là giành chiến thắng bằng cách trả lời chính xác một số lượng câu hỏi trắc nghiệm nhất định của chương trình để đạt giải thưởng 1 triệu zł.

## Luật chơi

### Luật chơi chính
Giống như mọi phiên bản khác của Who Wants to Be a Millionaire?, những người chơi sẽ cần trả lời 15 (từ 2008 là 12) câu hỏi trắc nghiệm, mỗi câu hỏi gồm 4 đáp án (trong đó chỉ 1 đáp án đúng) với giá trị tiền thưởng tăng dần. Người chơi cũng được cung cấp 3 (hoặc 4) quyền trợ giúp, tuỳ thuộc vào từng phiên bản. Nếu người chơi trả lời sai, họ sẽ ra về với giải thưởng ở mốc quan trọng cuối cùng mà họ vượt qua được. Tuy nhiên, người chơi có thể dừng cuộc chơi bất kỳ lúc nào và ra về với giải thưởng ở câu hỏi cuối cùng mà họ vượt qua được.

### 1999-2003
Người chơi cần trả lời 15 câu hỏi, với ba quyền trợ giúp: 50:50, Gọi điện thoại cho người thân và Hỏi ý kiến khán giả trong trường quay.
Thang tiền thưởng như sau:
1. 100 zt
2. 200 zt
3. 300 zt
4. 500 zt
5. 1 000 zt (Mốc quan trọng thứ nhất)
6. 2 000 zt
7. 4 000 zt
8. 8 000 zt
9. 16 000 zt
10. 32 000 zt (Mốc quan trọng thứ hai)
11. 64 000 zt
12. 125 000 zt
13. 250 000 zt
14. 500 000 zt
15. 1 000 000 zt (Mốc "TRIỆU PHÚ")

### 2008-2010
Người chơi sẽ chỉ phải trả lời 12 câu hỏi, với ba quyền trợ giúp như trước đây (riêng quyền "Gọi điện thoại cho người thân" thay bằng "Hỏi chuyên gia")
Thang tiền thưởng như sau:
1. 500 zt
2. 1 000 zt (Mốc quan trọng thứ nhất)
3. 2 000 zt
4. 5 000 zt
5. 10 000 zt
6. 20 000 zt
7. 40 000 zt (Mốc quan trọng thứ hai)
8. 75 000 zt
9. 125 000 zt
10. 250 000 zt
11. 500 000 zt
12. 1 000 000 zt (Mốc "TRIỆU PHÚ")

Riêng trong năm 2010, người chơi có hai sự lựa chọn trước khi bắt đầu chơi: hoặc là chơi giống như trước đây, hoặc là nhân thêm quyền trợ giúp "Đổi câu hỏi". Nếu người chơi chọn phương án thứ hai, mốc 40 000 zt không còn là mốc quan trọng nữa.

### 2017-nay
Từ khi chương trình trở lại năm 2017, luật chơi quay trở lại thời gian từ 2008 - trước 2010, tuy nhiên quyền "Hỏi chuyên gia" lại thay bằng  "Gọi điện thoại cho người thân" như trước đây.